# Cyrtandra macrophylla
Cyrtandra macrophylla är en tvåhjärtbladig växtart som beskrevs av William Jack. Cyrtandra macrophylla ingår i släktet Cyrtandra och familjen Gesneriaceae. Inga underarter finns listade i Catalogue of Life.